# Polyplax humae
Polyplax humae är en insektsart som beskrevs av Muhammad Sharif Khan 1985. Polyplax humae ingår i släktet Polyplax och familjen ledlöss. Inga underarter finns listade i Catalogue of Life.